# 愛知県立西春高等学校
愛知県立西春高等学校（あいちけんりつにしはるこうとうがっこう）は、愛知県北名古屋市弥勒寺西に所在する県立高等学校。

## 沿革
- 1978年（昭和53年）4月1日 - 「西春日井郡に県立の高等学校を」という地域の要望・期待を受けて、開校。
- 1979年（昭和54年）
  - 2月26日 - 教室棟の増設とクラブハウス設置工事が完了。
  - 3月20日 - 運動場と、それに付随するバックネット・防球フェンスの整備完了。
  - 7月13日 - 体育館が竣工。
  - 12月24日 - 2回目の教室棟増設工事完了。
- 1980年（昭和55年）5月31日 - プールが竣工。
- 1983年（昭和58年）3月18日 - 弓道場と西側渡り廊下が竣工。
- 1984年（昭和59年）3月31日 - 中庭の整備工事が完了。
- 2001年（平成13年）11月30日 - 「人にやさしい街づくり」の方針に伴う整備工事が完了。
- 2003年（平成15年）4月1日 - 文部科学省「学力向上フロンティア・ハイスクール事業」指定校（3年間）に採択。
- 2005年（平成17年）4月1日 - 授業形態を65分授業×5コマに変更。

## 教育方針

### 教育目標
教育基本法に則り、将来の社会の変化に対応できる、高い能力を備えた、心豊かな、心身ともたくましい人間の育成。

### 校訓「真摯・創造・奉仕」
何事にも真摯（まじめ）に取り組む人間。真理を探究し文化を創造する人間。すすんで奉仕する人間の育成をめざす。

### 教育方針
1. 落ち着いた環境で勉強でき、能力を最大限に伸ばすことができる学校。
2. 規律正しく、明るく、落ち着いた、あたたかみと活気にあふれる学校。
3. スポーツや学校行事を通じて、連帯感を強め、感激と感動を体験できる学校。
4. 保護者や地域社会の期待に応えられる学校。

### 教育課程
2005年（平成17年）度より65分授業を実施し、着実な学力伸長をめざす。3年次では、進路選択の幅を拡げることができるように選択科目にもゆとりを持たせている。

## 特色

### 地域の学校
校章の7つの六角形が示すように、「西春日井郡に県立の高等学校を」という地域の要望から、旧西春日井郡7町村（西枇杷島町・新川町・清洲町・師勝町・西春町・豊山町・春日町）の期待を担う学校として開校。名鉄犬山線と地下鉄鶴舞線の相互乗り入れもあり、旧西春日井郡以外からも多くの生徒が通学。

### 学習指導
生徒の99％以上が進学を希望しており、学習指導に最も力を入れている。2005年（平成17年）度より授業形態を65分授業×5コマに変更した。
1. 基礎・早朝テスト
  - カリキュラム充実とあわせて基礎学力の向上のため、開校以来1・2年生で基礎・早朝テストを実施している。週2回英・数・国の3教科のローテーションで朝8時から15分間で行う。採点は当日の昼までに行い、得点が70％未満の生徒は翌朝追試を受けることになっている。
2. 週末課題
  - 週末には、学校5日制に対応し質・量ともに配慮された課題が英・数・国を中心に出される。

### 進路指導
進路希望調査・面談・保護者向け進路説明会を実施し、早くから進路に対する意識の高揚を図っている。また、進路実現のために各種補習を行い、2年の1月からは土曜教室開放も実施している。

## 学校行事

### 前期
- 4月 - 入学式・始業式、課題考査（2年次）・校内模試（3年次）
- 5月 - 体力テスト・身体計測、第Ⅰ期考査、修学旅行（2年次）・遠足（1・3年次）
- 6月 - 校内模試（3年次）、第Ⅱ期考査
- 7月 - 球技大会、保護者会、終業式、夏期補習、進路説明会（3年次
- 8月 - 夏期補習（3年次）、西春祭（文化祭・体育祭）準備、課題考査（1・2年次）・校内模試（3年次）
- 9月 - 西春祭（文化祭・体育祭）、進路説明会（2年次）、進路講演会（2・3年次）

### 後期
- 10月 - 第Ⅲ期考査
- 11月 - 校内模試、受験説明会（3年次）、第Ⅳ期考査
- 12月 - 保護者会、終業式、冬期補習
- 1月 - センター試験直前対策（3年次）、始業式、課題考査（1・2年次）、国公立大出願面談（3年次）
- 2月 - 第Ⅴ期考査
- 3月 - 卒業証書授与式、球技大会、終業式

## 部活動

### 部活動の特色
各部とも終了時刻（午後5時30分）を厳守して、短い活動時間の中で内容の濃い練習をめざす。その中で『短時間で集中する』姿勢が培われている。

### 運動部
- サッカー部
- ソフトテニス部
- ハンドボール部
- バスケットボール部
- バレーボール部
- 弓道部
- 剣道部
- 柔道部
- 新体操部
- 水泳部
- 卓球部
- 野球部
- 陸上部

### 文化部
- パソコン部
- 合唱部
- 自然科学部
- 書道部
- 吹奏楽部
- 生活科学部
- 茶華道部
- 美術部

合唱部は第15回、18回声楽アンサンブルコンテスト全国大会に出場する等、近年強豪となりつつある

## 生徒指導

### 服装

#### 男子
冬季は濃紺色・銀色ボタンの学生服（学ラン）上下に白無地カッターシャツ、夏季は水色無地の半袖カッターシャツ（校章の刺繍入り胸ポケット）にズボン。

#### 女子
冬季は濃紺色セーラー服（襟は白色・銀ライン、銀色リボン）・スカートに加え白無地カーディガン、夏季は白色の半袖シャツ（襟は水色・銀ライン入り、銀色リボン）に濃紺色セーラー服のスカート。

### 服装の補足

#### 服装上下
2012年（平成24年）度から、男女ともに夏服に長袖の制服が加えられた。
女子のカーディガンは学校指定。衣替えの時期になると夏服にカーディガンを羽織る生徒が増える。
冬季は学生服の襟やセーラー服の胸ポケットに校章バッジをつける。夏季のシャツには胸ポケットに校章が刺繍されているため、バッジをつける必要はない。

#### 靴・靴下
靴は運動靴か黒の革靴、ローファーに限る。靴下は長年に渡り男女とも白のみとされていたが、2022年3月22日に改訂され、華美でない色(黒、白、灰、紺)も認められるようになった。

#### 体操服
白色シャツ（半袖）が男女共用、短パンは男子が青色、女子が紺色である。

#### 学年カラー
各学年によって学年カラー（赤・青・緑）が存在する。学校指定の上履きや体育館シューズ、ジャージは学年によって色が異なる。

## 出身者
- 太田考則（6回生） - 北名古屋市長（1期）。元北名古屋市議会議員（3期）、元西春町長（1期）、元西春町議会議員（2期）
- 谷真一郎（6回生） - サッカー指導者、元サッカー選手
- 伊藤孝行（11回生） - 京都大学大学院情報学研究科教授、日本学術振興会賞、情報工学
- ケント・モリ（23回生） - ダンサー、アーティスト、振付師
- 渡久地択（23回生） - AI inside創業者・社長CEO

## アクセス
- 名鉄犬山線 徳重・名古屋芸大駅から徒歩で約13分、西春駅から徒歩で約20分。